# 뱀파이어 서바이버즈
《뱀파이어 서바이버즈》(영어: Vampire Survivors)는 루카 갈란테가 개발하고 배급한 로그라이크 진행형 슈팅 게임이다. 2021년 12월 17일 얼리 액세스 형태로 선출시됐으며, 2022년 10월 20일 macOS 및 마이크로소프트 윈도우로 공식 출시됐다.
플레이어는 2021년 이탈리아의 시골에서 괴물 군단의 보스 비스콘테 드라큘로에 대항하는 벨파에제 가문과 다른 영웅 생존자들을 조종한다. 플레이어 캐릭터는 적을 향해 자동으로 공격하며 사방에서 끊임없이 몰려오는 괴물들을 물리치며 30분동안 생존하는 것이 목표이다. 플레이 성과에 따라 무기, 캐릭터, 유물들이 해금된다.
《뱀파이어 서바이버즈》는 앞서 얼리 액세스 초기에 반응이 미지근했으나 2022년 2월에 스팀 동시접속자수 7만 명을 돌파하며 선풍적인 인기를 끌었다. 2022년 11월 10일 엑스박스 원 및 엑스박스 시리즈 X/S 이식판이 출시됐으며, 2022년 12월 8일 안드로이드와 iOS 모바일 장치용 버전이 발매됐다.

## 개발
개발자 루카 갈란테(닉네임 "poncle")은 2020년 그가 미취업중에 《뱀파이어 서바이버즈》 개발을 시작했다. 그가 《울티마 온라인》 서버의 관리자였을 때의 경험을 바탕으로 비디오 게임 중심의 모임을 꾸리고자 《뱀파이어 서바이버즈》를 개발하게 됐다. 개발에 직접적인 영향을 준 게임은 마찬가지로 자동공격하는 플레이어가 적들과 싸우는 모바일 게임 《매직 서바이벌》이었다.

## 반응
《뱀파이어 서바이버즈》는 리뷰 애그리게이터 웹사이트 메타크리틱에서 윈도우판이 "대체적으로 긍정적인 평가"를 기록했다. 엑스박스 시리즈 X/S판은 "전폭적인 호평"를 기록했다.
《뱀파이어 서바이버즈》는 초기에는 비교적 무난한 성과를 거뒀으나, 2022년 1월 말 스팀 동시접속자수가 3만 명 이상을 기록했다.

### 수상
| Year | Award                         | Category                                   | Result            | Ref(s).       |
| ---- | ----------------------------- | ------------------------------------------ | ----------------- | ------------- |
| 2022 | 골든 조이스틱 어워즈          | 최고의 앞서 해보기 출시                    | 후보              | [ 17 ] [ 18 ] |
| 2022 | 골든 조이스틱 어워즈          | 신작 석권상                                | 수상              | [ 17 ] [ 18 ] |
| 2022 | 더 게임 어워즈 2022           | 최고의 신작 독립 게임                      | 후보              | [ 19 ]        |
| 2022 | 더 스팀 어워즈                | 어디서나 즐기기 좋은 최고의 게임           | 후보              | [ 20 ]        |
| 2023 | 뉴욕 게임 어워즈              | 올해의 게임을 위한 빅 애플 상              | 후보              | [ 21 ]        |
| 2023 | 뉴욕 게임 어워즈              | 최고의 인디 게임을 위한 오프 브로드웨이 상 | 수상              | [ 21 ]        |
| 2023 | D.I.C.E. 어워즈               | 올해의 게임                                | 후보              | [ 22 ]        |
| 2023 | D.I.C.E. 어워즈               | 게임 설계의 눈부신 성과                    | 후보              | [ 22 ]        |
| 2023 | D.I.C.E. 어워즈               | 독립 게임의 눈부신 성과                    | 후보              | [ 22 ]        |
| 2023 | D.I.C.E. 어워즈               | 올해의 액션 게임                           | 수상              | [ 22 ]        |
| 2023 | 게임 디벨로퍼스 초이스 어워드 | 올해의 게임                                | Honorable mention | [ 23 ]        |
| 2023 | 게임 디벨로퍼스 초이스 어워드 | 최고의 신작                                | 미정              | [ 23 ]        |
| 2023 | 게임 디벨로퍼스 초이스 어워드 | 최고의 설계                                | Honorable mention | [ 23 ]        |

## 참조

### 주해
1. 1 2  앞서 해보기판.